# Giennadij Gładkow
Giennadij Igoriewicz Gładkow (ros. Генна́дий И́горевич Гладко́в, ur. 18 lutego 1935 w Moskwie, zm. 16 października 2023 tamże) – radziecki i rosyjski kompozytor muzyki filmowej.
Ukończył Konserwatorium Moskiewskie. Od 1962 roku pisze muzykę dla filmu i teatru.

## Wybrana muzyka filmowa

### Filmy fabularne
- 1971: Hełm Aleksandra Macedońskiego
- 1978: Zwyczajny cud

### Filmy animowane
- 1966: Samyj, samyj, samyj, samyj
- 1968: Małysz i Karlson
- 1969: Czterej muzykanci z Bremy
- 1970: Powrót Karlsona
- 1970: Błękitny ptak
- 1973: Śladami muzykantów z Bremy
- 1976: Niebieski szczeniak
- 1977: Ostatni płatek

## Nagrody i odznaczenia
- Zasłużony Działacz Sztuk RFSRR (1988)
- Ludowy Artysta Federacji Rosyjskiej (2002))[3]
- Order Zasług dla Ojczyzny IV klasy (2011)[4]
- Dwukrotny laureat Nagrody Rosyjskiej Akademii Filmowej - „Nika”

Źródło